# Pristinictis
Pristinictis — вимерлий рід хижоподібних ссавців з родини Viverravidae. Рід містить принаймні один вид — Pristinictis connata. Скам'янілості виявлено у штаті Альберта.